# Ricardo Tavarelli
Ricardo Tavarelli (2 d'agost de 1970) és un exfutbolista paraguaià.

## Selecció del Paraguai
Va formar part de l'equip paraguaià a la Copa del Món de 2002.